# Frederik Alves Ibsen
Frederik Alves Ibsen (født 8. november 1999) er en dansk fodboldspiller som spiller for Brøndby IF. Alves har brasilianske rødder og har dobbelt statsborgerskab.
I sommeren 2018 kom Frederik Alves Ibsen på trainee-kontrakt i Silkeborg IF. I vinter-transfervinduet 2020/2021 skiftede han Silkeborg IF ud med West Ham United.